# Gèmas
Gèmas (en occità modern Gèmas; en occità antic Gèmenas; en francès Gémenos) és un municipi francès situat al departament de les Boques del Roine i a la regió de Provença – Alps – Costa Blava. L'any 1999 tenia 5.481 habitants.

## Demografia
| Evolució de la població |       |       |       |       |       |       |       |       |
| 1793                    | 1800  | 1806  | 1821  | 1831  | 1836  | 1841  | 1846  | 1851  |
| 1 408                   | 1 115 | 1 229 | 1 447 | 1 832 | 1 835 | 1 802 | 1 809 | 1 861 |

| 1856  | 1861  | 1866  | 1872  | 1876  | 1881  | 1886  | 1891  | 1896  |
| ----- | ----- | ----- | ----- | ----- | ----- | ----- | ----- | ----- |
| 1 815 | 1 752 | 1 660 | 1 486 | 1 534 | 1 564 | 1 554 | 1 468 | 1 498 |

| 1901  | 1906  | 1911  | 1921  | 1926  | 1931  | 1936  | 1946  | 1954  |
| ----- | ----- | ----- | ----- | ----- | ----- | ----- | ----- | ----- |
| 1 555 | 1 510 | 1 444 | 1 520 | 1 430 | 1 437 | 1 547 | 2 008 | 2 194 |

| 1962  | 1968  | 1975  | 1982  | 1990  | 1999  | 2006 | 2011 | 2016 |
| ----- | ----- | ----- | ----- | ----- | ----- | ---- | ---- | ---- |
| 2 597 | 2 807 | 3 029 | 4 548 | 5 025 | 5 481 | -    | -    | -    |

| 2019 | - | - | - | - | - | - | - | - |
| ---- | - | - | - | - | - | - | - | - |
| -    | - | - | - | - | - | - | - | - |

## Administració
| Període | Identitat      | Partit |
| ------- | -------------- | ------ |
| 2008-   | Roland Giberti | NC     |

## Agermanaments
- Bagnolo in Piano
- Heuchelheim